# Нагуманов, Дайлягай Сираевич
Дайлягай Сираевич (Давлетгарей Сыраевич) Нагума́нов (тат. Дәүләтгәрәй Сирай улы; 1922—1944) — советский офицер, танкист, участник Великой Отечественной войны, Герой Советского Союза (24 марта 1945).

## Биография
Родился  6 октября 1922 года в деревне Нижнеарметово (ныне Ишимбайского района Башкортостана) в семье рабочего. По национальности татарин.
Окончил 9 классов в Стерлитамаке, затем работал слесарем на Стерлитамакском спиртокомбинате.
В 1941 году призван в армию Стерлитамакским городским военкоматом. В 1943 году окончил Саратовское танковое училище. С октября 1943 года воевал на фронте, был командиром взвода танков-тральщиков 166-го отдельного инженерного танкового полка (2-я штурмовая инженерно-сапёрная бригада, 70-я армия, 1-й Белорусский фронт).
12 октября 1944 года в районе посёлка Михалув, в 20 километрах к северу от Варшавы, во время боя поджёг три вражеских танка, но его танк тоже загорелся, после чего он повёл его на таран танка противника.
Похоронен вблизи посёлка Велишев, к северу от Варшавы. После войны перезахоронен в Варшаве на аллее Звирски и Вигуры.
Указом Президиума Верховного Совета СССР от 24 марта 1945 года «за образцовое выполнение заданий командования и проявленные стойкость, мужество и героизм в боях с немецко-фашистскими захватчиками» старшему лейтенанту Нагуманову Дайлягаю Сираевичу посмертно присвоено звание Героя Советского Союза.
Из наградного листа на Д. С. Нагуманова:

При отражении контратак танков и пехоты противника 12.10.1944 г. в районе п. Михалув (севернее г. Варшавы) тов. Нагуманов, командуя взводом танков-тральщиков, метким огнём из пушки лично уничтожил 4 немецких танка и до 30 гитлеровцев.
…Немецкие танки, видя своё численное превосходство, контратаковали танк тов. Нагуманова. Смельчак принял неравный бой. Рядом метких выстрелов старший лейтенант Нагуманов зажёг 3 вражеские «пантеры». Фашисты не унимались. Вскоре немцам удалось зажечь танк тов. Нагуманова. Экипаж был ранен. Тов. Нагуманов приказал своему экипажу покинуть машину. Сам сел за рычаги управления и повёл горящий танк на таран головной «пантеры».
В результате столкновения двух машин произошёл сильный взрыв, на месте которого осталась груда металла. До конца исполнив свой долг, разбив своей горящей машиной тяжёлый танк противника, погиб тов. Нагуманов…

Всего на боевом счету танковых экипажей Д. С. Нагуманова было около 10-ти подбитых и уничтоженных танков и штурмовых орудий противника.

## Награды и звания
- Герой Советского Союза (24 марта 1945, посмертно)[4];
- орден Ленина (24 марта 1945, посмертно);
- орден Красного Знамени (15 ноября 1943)[8];
- орден Красной Звезды (12 июля 1944)[9].

## Память
- Имя Д. С. Нагуманова носит улица в городе Стерлитамаке.
- Бюст Героя Советского Союза Д. С. Нагуманова установлен в Стерлитамаке.
- На здании школы № 4 в Стерлитамаке, где учился Д. С. Нагуманов, установлена мемориальная доска.

## Примечание
1. ↑  Ротмистров П. А. Время и танки. Дата обращения: 15 апреля 2012. Архивировано из оригинала 25 января 2007 года.
2. ↑  Академия Наук Республики Татарстан. Институт татарской энциклопедии. Дата обращения: 15 апреля 2012. Архивировано 3 августа 2012 года.
3. ↑  Табличка под бюстом Д. С. Нагуманова в Стерлитамаке. Дата обращения: 15 апреля 2012. Архивировано 6 июня 2012 года.
4. 1 2 3 4  Наградные документы в электронном банке документов «Подвиг народа» (архивные материалы ЦАМО. Ф. 33. Оп. 686046/793756. Д. 29/33. Л. 7/36, 37)..
5. ↑  Информация в электронном банке документов ОБД «Мемориал»
.
6. ↑  Информация в электронном банке документов ОБД «Мемориал»
.
7. ↑  Быстров А. А. Танки. 1916—1945: Иллюстрированная энциклопедия. — М.: Бонус, Олма-Пресс, 2002. — С. 219—220. — ISBN 5-7867-0072-0, 5-224-02469-2.
8. ↑  Наградные документы в электронном банке документов «Подвиг народа» (архивные материалы ЦАМО. Ф. 33. Оп. 686044. Д. 2775. Л. 1, 6, 7)..
9. ↑  Наградные документы в электронном банке документов «Подвиг народа» (архивные материалы ЦАМО. Ф. 33. Оп. 690155. Д. 1821. Л. 1, 19, 20)..